# Maniobra (militar)
En el ámbito militar, se llama maniobra al conjunto de movimientos concertados para algún fin táctico. 
La maniobra se diferencia de la evolución en que exige, para que propiamente sea tal, la concurrencia, cuando menos, de un batallón de infantería, dos escuadrones en la caballería y dos baterías en la artillería, y en el que la terminación de la maniobra se destine a un preciso término anteriormente calculado. Puede prescindirse de estas condiciones en los ejercicios doctrinales pero no en la guerra.
Se conoce como maniobrero al cuerpo que ejecuta con soltura y precisión las maniobras y también a las fracciones que en la maniobra representan por sí mismas una unidad. 

## Tipos
- De Batería. En artillería, los movimientos tácticos relativos a las diferentes formaciones que tiene la batería.
- De Fuerza. La que tienen que hacer los artilleros en casos dados, como desmontar una pieza de su cureña o afuste que se ha inutilizado para montarla en otra, cambiar una rueda, etc.